# Liste der Monuments historiques in Fressain
Die Liste der Monuments historiques in Fressain führt die Monuments historiques in der französischen Gemeinde Fressain auf.

## Liste der Objekte
| Bezeichnung                                                | Beschreibung                    | Standort                        | Kennzeichnung | Schutzstatus | Datum | Bild |
| ---------------------------------------------------------- | ------------------------------- | ------------------------------- | ------------- | ------------ | ----- | ---- |
| Skulptur Madonna mit Kind                                  | Holz, gewachst, 19. Jahrhundert | in der Kirche St-Georges (Lage) | PM59006463    | Inscrit      | 1992  |      |
| Reliquienbüste des heiligen Georg                          | Holz, 18. Jahrhundert           | in der Kirche St-Georges (Lage) | PM59006464    | Inscrit      | 1992  |      |
| Skulptur Christus am Kreuz                                 | Holz, bemalt, 18. Jahrhundert   | in der Kirche St-Georges (Lage) | PM59003505    | Inscrit      | 1978  |      |
| Vier Kerzenständer                                         | Holz, bemalt, 18. Jahrhundert   | in der Chapelle du Calvaire     | PM59000007    | Inscrit      | 1978  |      |
| Zwei Skulpturen einer Kreuzigungsszene: Maria und Johannes | Holz, bemalt, 18. Jahrhundert   | in der Chapelle du Calvaire     | PM59003506    | Inscrit      | 1978  |      |
| Pfingstleuchter                                            | Holz, bemalt, 19. Jahrhundert   | in der Chapelle du Calvaire     | PM59003508    | Inscrit      | 1978  |      |